# Konstantin Konstantinovič Rokosovski
Konstantin Konstantinovič Rokosovski (Konstantin Ksaverjevič) (rusko Константи́н Константи́нович /Ксаве́рьеви Рокоссо́вский, poljsko Konstanty Rokossowski), poljsko-sovjetski maršal, * 21. december 1896, Varšava, Poljska (ali Velikije Luki, Rusija) † 3. avgust 1968, Moskva.  
Rokosovski je bil eden najpomembnejših sovjetskih vojaških poveljnikov druge svetovne vojne, čeprav poljskega rodu, zaradi katerega je bil tik pred napadom Nemčije na SZ v preiskavi s strani NKVD tudi mučen (puljenje nohtov...). Sodeloval je v bitki za Moskvo, bitki za Stalingrad, operaciji Bagration, tudi za Varšavo, kjer je čakal na vzhodni strani Visle, da so Nemci opravili "umazani del" z uničenjem poljske domovinske armade (Armia Krajowa), in nazadnje za Berlin. Poveljeval je triumfalni vojaški paradi junija 1945 v Moskvi, kjer je imel ob Žukovu glavno vlogo. Leta 1949 je bil imenovan za obrambnega ministra in maršala Poljske ljudske republike (do 1956, ko se je po nemirih moral vrniti v SZ).